# Liste der Bayerischen Staatsminister für Wissenschaft und Kunst
Dies ist eine Liste der bayerischen Staatsminister für Wissenschaft und Kunst.
| Name                            | Amtsantritt                                     | Kabinett                        | Partei |
| ------------------------------- | ----------------------------------------------- | ------------------------------- | ------ |
| Wolfgang Wild                   | 30. Oktober 1986 19. Oktober 1988               | Strauß III Streibl I            | CSU    |
| Hans Zehetmair geschäftsführend | 20. Juni 1989                                   | Streibl I                       | CSU    |
| Hans Zehetmair                  | 30. Oktober 1990 17. Juni 1993 27. Oktober 1994 | Streibl II Stoiber I Stoiber II | CSU    |
| Hans Zehetmair                  | 6. Oktober 1998                                 | Stoiber III                     | CSU    |
| Thomas Goppel                   | 14. Oktober 2003 16. Oktober 2007               | Stoiber IV Beckstein            | CSU    |
| Wolfgang Heubisch               | 30. Oktober 2008                                | Seehofer I                      | FDP    |
| Ludwig Spaenle                  | 10. Oktober 2013                                | Seehofer II                     | CSU    |
| Marion Kiechle                  | 21. März 2018                                   | Söder I                         | CSU    |
| Bernd Sibler                    | 12. November 2018                               | Söder II                        | CSU    |
| Markus Blume                    | 23. Februar 2022 8. November 2023               | Söder II Söder III              | CSU    |